# Simon Colyn
Simon Colyn (Langley, 23 maart 2002) is een Canadese voetballer van Nederlandse afkomst die doorgaans speelt als aanvallende middenvelder.

## Clubcarrière
Colyn doorliep de jeugdopleiding van Vancouver Whitecaps en debuteerde daar op zestienjarige leeftijd in het eerste elftal tijdens een met 2-1 gewonnen thuiswedstrijd tegen Portland Timbers. In oktober 2020 werd hij voor de rest van het seizoen uitgeleend aan SPAL.

### PSV
Een jaar later verkaste hij naar PSV waar hij eveneens op huurbasis aansloot. Op 13 september 2021 maakte hij namens Jong PSV zijn debuut in een met 2-1 verloren uitwedstrijd bij Jong FC Utrecht, als invaller voor Dennis Vos. Hij speelde dat seizoen 28 wedstrijden voor het belofte-elftal en PSV nam hem definitief over van de Whitecaps. In het seizoen 2022/23 speelde hij ook bijna alles voor Jong PSV, maar het kwam niet tot een debuut in het eerste.

### De Graafschap
Medio 2023 maakte Colyn de overstap naar De Graafschap. Hij maakte zijn debuut voor de Doetinchemmers op 21 augustus, tegen Jong Ajax (2-1). Op 6 oktober scoorde hij zijn eerste doelpunt tegen Willem II. Colyn maakte veel minuten in het seizoen 2023/24, en scoorde acht keer in 35 wedstrijden. Op 26 april 2024 raakte Colyn geblesseerd aan zijn kruisbanden, waardoor hij langdurig uitgeschakeld was. Zijn rentree volgde op 2 mei 2025 tegen Telstar.

## Interlandcarrière
Colyn heeft een Canadese vader en een Nederlandse moeder, waardoor hij voor beide landen kan uitkomen. In 2019 speelde hij een aantal jeugdinterlands voor Canada.

## Clubstatistieken
| Seizoen                             | Club                | Competitie          | Competitie | Competitie | Beker | Beker | Playoffs | Playoffs | Totaal | Totaal |
| Seizoen                             | Club                | Competitie          | Wed.       | Dlp.       | Wed.  | Dlp.  | Wed.     | Dlp.     | Wed.   | Dlp.   |
| ----------------------------------- | ------------------- | ------------------- | ---------- | ---------- | ----- | ----- | -------- | -------- | ------ | ------ |
| 2018                                | Vancouver Whitecaps | Major League Soccer | 1          | 0          | 0     | 0     | —        | —        | 1      | 0      |
| 2019                                | Vancouver Whitecaps | Major League Soccer | 0          | 0          | 0     | 0     | —        | —        | 0      | 0      |
| 2020                                | SPAL                | Serie B             | 0          | 0          | 0     | 0     | —        | —        | 0      | 0      |
| 2021/22                             | → Jong PSV          | Eerste divisie      | 27         | 5          | –     | –     | —        | —        | 27     | 5      |
| 2022/23                             | Jong PSV            | Eerste divisie      | 36         | 6          | –     | –     | –        | –        | 36     | 6      |
| 2023/24                             | Jong PSV            | Eerste divisie      | 1          | 0          | –     | –     | –        | –        | 1      | 0      |
| 2023/24                             | De Graafschap       | Eerste divisie      | 33         | 7          | 2     | 1     | 0        | 0        | 35     | 8      |
| 2024/25                             | De Graafschap       | Eerste divisie      | 2          | 0          | 0     | 0     | 1        | 0        | 3      | 0      |
| Totaal                              | Totaal              | Totaal              | 100        | 18         | 2     | 1     | 1        | 0        | 103    | 19     |
| Bijgewerkt tot en met 12 juni 2025. |                     |                     |            |            |       |       |          |          |        |        |